# Liste der Flüsse in Nepal
Die Liste ist geordnet nach Einzugsgebieten von West nach Ost; Nebenflüsse sind eingerückt unter dem jeweils größeren Fluss. Bei den angegebenen Nebenflüssen handelt es sich teilweise um gesonderte Bezeichnungen für Flussabschnitte, Oberläufe oder längere Quellflüsse.
Die Nepali Bezeichnung für einen großen Fluss ist Nadi und wird, wie im Deutschen, bei der Namensgebung weggelassen; dagegen ist die Bezeichnung für kleinere Flüsse, Khola, i. d. R. Teil des Namens.
- Mahakali (Sarda) (Grenzfluss zu Indien)
  - Sarnaya Khola
  - Chameliya Khola

- Karnali (Oberlauf der Ghaghara) 507 km (in Nepal)
  - Bheri 264 km
    - Sani Bheri (Quellfluss)
      - Sisne Khola
      - Uttar Ganga

    - Thuli Bheri (Quellfluss)
      - Jagdula Khola
      - Suligad mit Phoksundo-See
      - Barban Khola

  - Thuligad
  - Seti 202 km
    - Budhiganga
    - Kalanga Gad

  - Tila
  - Mugu Karnali
    - Langu Khola (Oberlauf der Mugu Karnali)
    - Panjah Khola (Oberlauf der Mugu Karnali)

  - Humla Karnali (Oberlauf der Karnali)

- Babai

- Rapti (Ghaghara)
  - Madi Khola (Rapti) (Quellfluss des Rapti)
  - Jhimruk Khola (Quellfluss des Rapti)

- Narayani (Gandak)
  - Rapti (Narayani)
  - Kali Gandaki (Quellfluss des Narayani)
  - Trishuli (Quellfluss des Narayani)
    - Marsyangdi
    - Seti Gandaki
      - Madi Khola

    - Budhigandaki

- Bagmati
  - Kamala 208 km (nur Nepal)
  - Bishnumati

- Sapt Koshi (in Indien Koshi)
  - Tamor (Quellfluss des Koshi)
  - Arun (Quellfluss des Koshi)
  - Sunkoshi (Quellfluss des Koshi)
    - Dudhkoshi (Dudh Koshi, Liku, Tama Koshi und Indrawati gelten als weitere Quellflüsse des Koshi)
    - Likhu Khola
    - Tamakoshi
    - Indrawati
    - Bhotekoshi (Oberlauf des Sunkoshi)

- Kankai
  - Ratuwa
- Mechi (Grenzfluss zu Indien)